# Embrèvement

Un embrèvement est une technique d'assemblage pour deux pièces (de bois ou de tôle). L'une des pièces possède la languette ou le tenon destiné à s'emmancher dans la rainure ou la mortaise de l'autre pièce.
En menuiserie et charpente, normalement, la largeur de l'embrèvement est égale à environ un tiers de la largeur totale de la pièce. Un assemblage sans embrèvement est dit à « plat-joint ».
En tôlerie, c'est une forme emboutie dans une tôle et destinée à servir de logement pour une pièce ne devant pas être en saillie.
Il existe plusieurs types d'embrèvements en plus de la version standard pour le bois : 
- Menuiserie
  - l’embrèvement bâtard, utilisé lorsque les deux pièces de bois n'ont pas la même largeur ;
  - l'embrèvement (à) vif décrivant un embrèvement bâtard où la pièce la plus mince est totalement engagée dans la rainure ;
  - l’embrèvement à flottage (simple ou double), utilisé lorsque l'une des pièces est en saillie (« flotte ») sur l'autre ;
  - l'embrèvement d'angle à flottage lorsque l'embrèvement est utilisé pour former un angle ;
  - l'embrèvement double est un assemblage chant contre chant désaffleuré (les parements ne sont pas au même niveau et forment un  décalage), où chaque pièce a sur son chant une languette et une rainure face aux languette et rainure de l'autre pièce. Il est utilisé pour assembler le cadre d'une porte ou d'un lambris avec le bâti[2] ;
  - l'embrèvement plein est un assemblage où la languette d'un panneau est sertie dans la rainure de l'autre pièce et forme un dièdre (et non un T) avec.
- Charpente
  - l'embrèvement en fourchette consiste à tailler deux mortaises affleurantes sur les bords de la pièce réceptrice et pour la pièce qui s'y loge un double tenon en fourchette ;
  - l'embrèvement dépouillé est un assemblage oblique à tenon en biseau.